# Liste der Baudenkmäler in Maihingen
Auf dieser Seite sind die Baudenkmäler in der schwäbischen Gemeinde Maihingen zusammengestellt. Diese Tabelle ist eine Teilliste der Liste der Baudenkmäler in Bayern. Grundlage ist die Bayerische Denkmalliste, die auf Basis des Bayerischen Denkmalschutzgesetzes vom 1. Oktober 1973 erstmals erstellt wurde und seither durch das Bayerische Landesamt für Denkmalpflege geführt wird. Die folgenden Angaben ersetzen nicht die rechtsverbindliche Auskunft der Denkmalschutzbehörde.

## Baudenkmäler nach Ortsteilen

### Maihingen
| Lage                                         | Objekt                                                                                        | Beschreibung | Akten-Nr.     | Bild                                      |
| -------------------------------------------- | --------------------------------------------------------------------------------------------- | --- | ------------- | ----------------------------------------- |
| Am Roten Tor (Standort)                      | Bildstock                                                                                     | auf konisch sich erweiterndem und verjüngendem Pfeiler mit Profilgesimsen ein ädikulaartiges Gehäuse mit rundbogiger Blendnische, 1. Hälfte 18. Jahrhundert | D-7-79-176-3  | Bildstock                                 |
| Am Roten Tor (Standort)                      | Kapelle                                                                                       | rechteckiges Gehäuse mit dreiseitigem Schluss, gebänderter Eckquaderung, Stufenfries am Giebel und aufgeputzten Kragsteinen, 1873 (bezeichnet) | D-7-79-176-2  | weitere Bilder                            |
| Am Roten Tor 17 (Standort)                   | Dreiseithof                                                                                   | Wohnstallhaus, erdgeschossiger Satteldachbau mit aufgeputzter Eckquaderung, Giebelbändern und Firstknäufen, 1805 (bezeichnet); Austragshaus, erdgeschossiger Satteldachbau mit Giebelschrägengesims, nach 1825 | D-7-79-176-1  | Dreiseithof                               |
| Dorfplatz (Standort)                         | Ehemaliges Feuerwehrgerätehaus                                                                | erdgeschossiger Walmdachbau mit korbbogiger Toreinfahrt, 1787 (bezeichnet), im 19. Jahrhundert verlängert | D-7-79-176-6  | weitere Bilder                            |
| Dorfplatz 1 (Standort)                       | Katholische Pfarrkirche Mariä Himmelfahrt                                                     | Saalbau mit eingezogenem, außen dreiseitig geschlossenem Chor, Turm mit Oktogon und Ecklisenen im nördlichen Chorwinkel und Sakristeianbau gegenüber, 1721 ff. errichtet, Turmbau 1769 ff. nach Plänen von Johann Georg Hitzelberger; mit Ausstattung; Friedhofsmauer, letztes Viertel 18. Jahrhundert; Friedhof, 18. Jahrhundert; Steinkreuz, wohl Sühnekreuz, in die Friedhofsmauer eingelassen, wohl nachmittelalterlich, um 1600 | D-7-79-176-4  | Katholische Pfarrkirche Mariä Himmelfahrt |
| Hauptstraße (Standort)                       | Steinkreuz                                                                                    | wohl Sühnekreuz, nachmittelalterlich, um 1600 | D-7-79-176-15 | Steinkreuz                                |
| Hauptstraße, Mauch (Standort)                | Brücke                                                                                        | steinerne Brücke zu drei Jochen, 1. Hälfte 18. Jahrhundert, 1994 erweitert; Brückenfigur, hl. Johannes von Nepomuk auf einem gefelderten Postament, moderne Kopie des zerstörten Originals | D-7-79-176-7  | weitere Bilder                            |
| Klosterhof (Standort)                        | Kerkerkapelle                                                                                 | Gehäuse mit Satteldach und rundbogiger Öffnung auf unregelmäßigem Grundriss, wohl 2. Viertel 19. Jahrhundert; mit Ausstattung | D-7-79-176-12 | weitere Bilder                            |
| Klosterhof 5, Klosterhof 8, Mauch (Standort) | Ehemaliges Minoritenkloster                                                                   | 1437 gegründet, zunächst Brigittenniederlassung, 1525 geplündert und weitgehend zerstört, 1576 aufgelöst, 1607 Übergabe an die Minoriten, 1802 säkularisiert, dann Sitz der fürstlichen Bibliothek und Kunstsammlung, später Altenheim, seit 1984 kath. Evangelisationszentrum; Ehemaliger Konventsbau, jetzt katholisches Evangelisationszentrum, dreigeschossige Dreiflügelanlage mit Satteldächern und nach Süden verlängertem Osttrakt, die zusammen mit der ehemaligen Klosterkirche einen annähernd quadratischen Hof umschließt, nach Entwürfen von Ulrich Beer, 1703 ff.; mit Ausstattung; Ummauerter Klosterbezirk, im Westen der Zugang verstärkt durch korbbogige Durchfahrt, 18. Jahrhundert; Brücke, einjochige Steinbrücke, 18. Jahrhundert; Gartenmauer, mit segmentbogigen Blendnischen, 18. Jahrhundert | D-7-79-176-11 | weitere Bilder                            |
| Klosterhof 3 (Standort)                      | Ehemalige Klosterökonomie, jetzt Museum                                                       | zweiteiliger, langgestreckter, erdgeschossiger Bau mit Sattel- bzw. Mansardwalmdach, der östliche Teil 1783 (bezeichnet), der westliche 1785 (bezeichnet), 1991 f. zum Rieser Bauernmuseum umgebaut, 2015 umbenannt in Museum KulturLand Ries | D-7-79-176-9  | weitere Bilder                            |
| Klosterhof 4 (Standort)                      | Stadel                                                                                        | ehemals zur Klosterökonomie gehörig, erdgeschossiger Satteldachbau mit korbbogiger Toreinfahrt und Krangaube in Fachwerk, 18. Jahrhundert | D-7-79-176-10 | Stadel                                    |
| Klosterhof 5 (Standort)                      | Ehemalige Minoritenklosterkirche Maria Immaculata, jetzt katholische Kirche Mariä Himmelfahrt | Wandpfeilerkirche nach Vorarlberger Bauschema mit eingezogenem tiefen Chor zwischen wenig vorkragenden Kapellen- und Sakristeiräumen, die die Kirche zu einem geschlossenen Baublock mit halbrund vorkragender Apsis mit Halbkuppel ergänzen, und Turm mit Oktogon im südlichen Chorwinkel, Neubau durch Kajetan Kegelsperger und Kaspar Buchmüller nach Plänen von Ulrich Beer, 1712 ff.; mit Ausstattung | D-7-79-176-11 | weitere Bilder                            |
| Klosterhof 6 (Standort)                      | Ehemalige Klosterökonomie, jetzt Gasthaus                                                     | zweigeschossiger Satteldachbau mit Kranbalken und Aufzugsöffnungen, 1. Hälfte 18. Jahrhundert; Nebengebäude, Walmdachbau, 18. Jahrhundert; Nebengebäude, Dach nach Westen abgewalmt, im Kern 18. Jahrhundert, stark verändert | D-7-79-176-13 | weitere Bilder                            |
| Klosterhof 8 (Standort)                      | Ehemalige Klosterbrauerei, jetzt Museum                                                       | dreigeschossiger Satteldachbau mit Schweifgiebel über den Eingängen, 1725 über älterem Kern errichtet, 1978 ff. zum Bauernmuseum umgebaut | D-7-79-176-14 | Ehemalige Klosterbrauerei, jetzt Museum   |

### Klostermühle
| Lage                      | Objekt                 | Beschreibung | Akten-Nr.     | Bild           |
| ------------------------- | ---------------------- | --- | ------------- | -------------- |
| Klostermühle 1 (Standort) | Ehemalige Klostermühle | Hauptgebäude zweigeschossiger Satteldachbau, im Kern wohl 1. Hälfte 18. Jahrhundert, im 19. Jahrhundert stark verändert und nach Westen wie Osten durch Anbauten erweitert | D-7-79-176-16 | weitere Bilder |

### Langenmühle
| Lage                     | Objekt          | Beschreibung | Akten-Nr.     | Bild            |
| ------------------------ | --------------- | --- | ------------- | --------------- |
| Langenmühle 1 (Standort) | Ehemalige Mühle | Wohnteil zweigeschossiger Satteldachbau mit verputztem Fachwerkgiebel, im Kern wohl Ende 17. Jahrhundert, im 19. Jahrhundert stark verändert und nach Westen erweitert | D-7-79-176-17 | Ehemalige Mühle |

### Lochmühle
| Lage                   | Objekt          | Beschreibung | Akten-Nr.     | Bild            |
| ---------------------- | --------------- | --- | ------------- | --------------- |
| Lochmühle 6 (Standort) | Ehemalige Mühle | Wohngebäude zweigeschossiger Walmdachbau, im Kern 2. Hälfte 18. Jahrhundert, nach Nordwesten im 20. Jahrhundert erweitert | D-7-79-176-18 | Ehemalige Mühle |

### Utzwingen
| Lage                              | Objekt                            | Beschreibung | Akten-Nr.     | Bild                     |
| --------------------------------- | --------------------------------- | --- | ------------- | ------------------------ |
| Am Anger 16 (Standort)            | Ehemaliges Wohnstallhaus          | erdgeschossiger Satteldachbau mit offenem Fachwerkgiebel, im Kern wohl 18. Jahrhundert (modern bezeichnet 1600), stark erneuert | D-7-79-176-19 | Ehemaliges Wohnstallhaus |
| Kreisstraße 30 (Standort)         | Katholisches Pfarrhaus            | zweigeschossiger Walmdachbau mit Ecklisenen, Gurtgesims und Relief über der Tür, um 1750 | D-7-79-176-20 | weitere Bilder           |
| Pfarrer-Jeck-Straße 8 (Standort)  | Ehemaliges Schlösschen            | zweigeschossiger Walmdachbau mit Ecklisenen und rundbogiger Portalrahmung, 1. Hälfte 18. Jahrhundert | D-7-79-176-21 | Ehemaliges Schlösschen   |
| Pfarrer-Jeck-Straße 12 (Standort) | Katholische Pfarrkirche St. Georg | ehemals befestigte Chorturmkirche, Saalbau aus unverputztem Quadermauerwerk mit eingezogenem Rechteckchor im Turm, Sakristeianbau im Osten und Westvorzeichen, Ende 14. Jahrhundert, 1760 Anbau der Sakristei, Westvorzeichen 2. Hälfte 20. Jahrhundert; mit Ausstattung; Friedhofsmauer, im Kern wohl 16. Jahrhundert, in Teilen erneuert | D-7-79-176-22 | weitere Bilder           |

## Ehemalige Baudenkmäler
In diesem Abschnitt sind Objekte aufgeführt, die früher einmal in der Denkmalliste eingetragen waren, jetzt aber nicht mehr. Objekte, die in anderem Zusammenhang – also z. B. als Teil eines Baudenkmals – weiter eingetragen sind, sollen hier nicht aufgeführt werden. Aktennummern in diesem Abschnitt sind ehemalige, jetzt nicht mehr gültige Aktennummern.

| Lage                             | Objekt                              | Beschreibung                                                                       | Akten-Nr.    | Bild                                |
| -------------------------------- | ----------------------------------- | ---------------------------------------------------------------------------------- | ------------ | ----------------------------------- |
| Maihingen Hauptstraße (Standort) | Statue des hl. Johannes von Nepomuk | 1720; Original der Kopie auf der Brücke im Pfarrhof am Dorfplatz (Bild der Kopie). | D-7-79-176-8 | Statue des hl. Johannes von Nepomuk |